# Мецо-сопрано
Мецо-сопрано (італ. mezzo-soprano від mezzo — половина, середина і soprano — верхній) — жіночий співочий голос з робочим діапазоном від ля малої октави до до третьої октави.

## Реальне використання
Деякі ролі, призначені для сопрано, часто виконують мецо-сопрано. Це надає ролям повноту і драматичну глибину, що часто їм підходить. До таких ролей відносяться Деспіна в опері «Так чинять усі» і Церліна в «Дон Жуан» Вольфганга Амадея Моцарта. Інші ролі, призначені для драматичних сопрано, розташовані між сопрано і мецо. Мецо часто грають Сантуццу в «Сільській честі» П'єтро Масканьї, леді Макбет в «Макбеті» Джузеппе Верді, і навіть Ізольду в «Трістані та Ізольді» Ріхарда Вагнера. Ці приклади показують, що кордон між сопрано і меццо-сопрано чітко не визначений.

## Різновиди
У вітчизняній традиції розрізняють два види мецо-сопрано — Ліричне і драматичне, натомість в західній, подібно до сопрано — три види, також колоратурне:
- Колоратурне мецо-сопрано (італ. Mezzosoprano leggero). Ролі, яку вони співають часто вимагають не тільки володіння нижнім регістром, але й верхньою теситурою для виконання швидких пасажів і прикрас. Колоратурні мецо-сопрано можуть співати роль субреток або ліричних мецо-сопрано.

До колоратурного мецо-сопрано належать такі партії — ** Розіна («Севільський цирульник», Джоаккіно Россіні)
- - Юлій Цезар («Юлій Цезар», Гендель)

- Ліричне мецо-сопрано (італ. Mezzosoprano lirico), гладкий і чутливий голос, добре підходить для ролей травесті.

До ліричного мецо-сопрано нвлежать такі партії — ** Керубіно («Весілля Фігаро», В. А. Моцарт)
- - Донна Ельвіра («Дон Жуан», Вольфганг Амадей Моцарт)
  - Дідона («Дідона і Еней», Генрі Перселл)

- Драматичне мецо-сопрано (італ. Mezzosoprano drammatico) має сильний середній регістр, теплий високий регістр і загалом потужніший, ніж ліричне або колоратурне меццо-сопрано.

До драматичного мецо-сопрано належать такі партії:
- - Амнеріс («Аїда», Джузеппе Верді)
  - Азучена («Трубадур», Джузеппе Верді)
  - Кармен («Кармен», Жорж Бізе)
  - Клітемнестра («Електра», Ріхард Штраус)
  - Марфа («Хованщина», Модест Мусоргський)